# 馬哈拉特

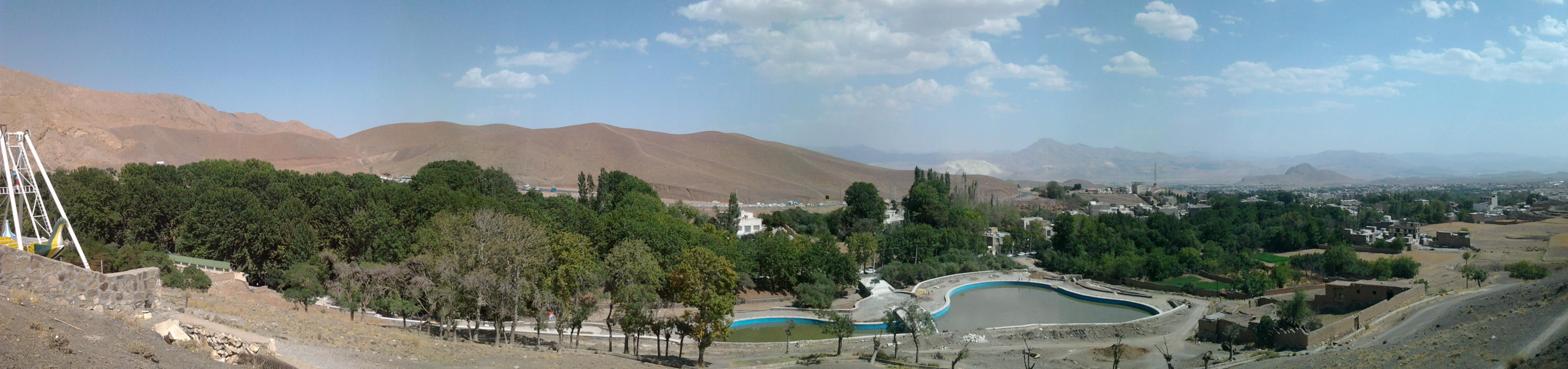

馬哈拉特是伊朗的城市，位於該國中部，由中央省負責管轄，處於首都德黑蘭西南205公里，距離首府阿拉克70公里，海拔高度1,775米，2006年人口35,319。

## 外部連結
- 1911 Encyclopedia
- Mahallat News （波斯文）
- History of Mahallat （波斯文）